# Elisabeth Campe
Elisabeth Campe, auch Elise, geb. Hoffmann (* 12. Juni 1786 in Hamburg; †  27. Februar 1873 ebenda) war eine deutsche Salonnière und Schriftstellerin.

## Leben und Wirken
Elisabeth war die einzige Tochter des Buchhändlers Benjamin Gottlob Hoffmann und wuchs in einem Haus auf, in dem unter anderem Friedrich Gottlieb Klopstock, Johann Albert Heinrich Reimarus, Georg Heinrich Sieveking, Valentin Meyer und Friedrich Ludwig Schröder häufig zu Gast waren.
Sie heiratete am 6. Dezember 1806 den Buchhändler August Campe. 1810 wurden die beiden Buchhandlungen zu Hoffmann & Campe vereinigt. Ihr Haus wurde der Mittelpunkt eines belebten geselligen Verkehrs. Besonders befreundet war sie mit Johanna Margaretha Sieveking, geb. Reimarus, Friedrich Ludwig Wilhelm Meyer, Johann Nikolaus Böhl von Faber und Louise Reichard.
Mit ihrem Mann unternahm sie zahlreiche Reisen zur Leipziger Messe und nach Karlsbad, wo sie Johann Wolfgang von Goethe traf. Im Haus von Carl Friedrich Ernst Frommann in Jena machte sie die Bekanntschaft mit dem aus Hamburg stammenden Johann Diederich Gries, der nach seiner Rückkehr nach Hamburg zu ihrem engeren Freundeskreis gehörte.
Während der für Hamburg ebenso wie für ihren eigenen Haushalt schweren Zeit der französischen Besetzung setzte sie sich überall mit patriotischem Sinne helfend und lindernd ein. Die Begebenheiten während der erneuten Besetzung 1813 und der Herrschaft des Marschalls Louis-Nicolas Davout bis zum Mai 1814 schilderte sie in tagebuchartigen Briefen an Böhl von Faber. Nie abgeschickt, veröffentlichte sie diese anonym unter dem Titel Hamburgs außerordentliche Begebenheiten und Schicksale in den Jahren 1813 und 1814 im Juli 1814 – das erste Werk, das Hoffmann & Campe nach der Franzosenzeit verlegte.

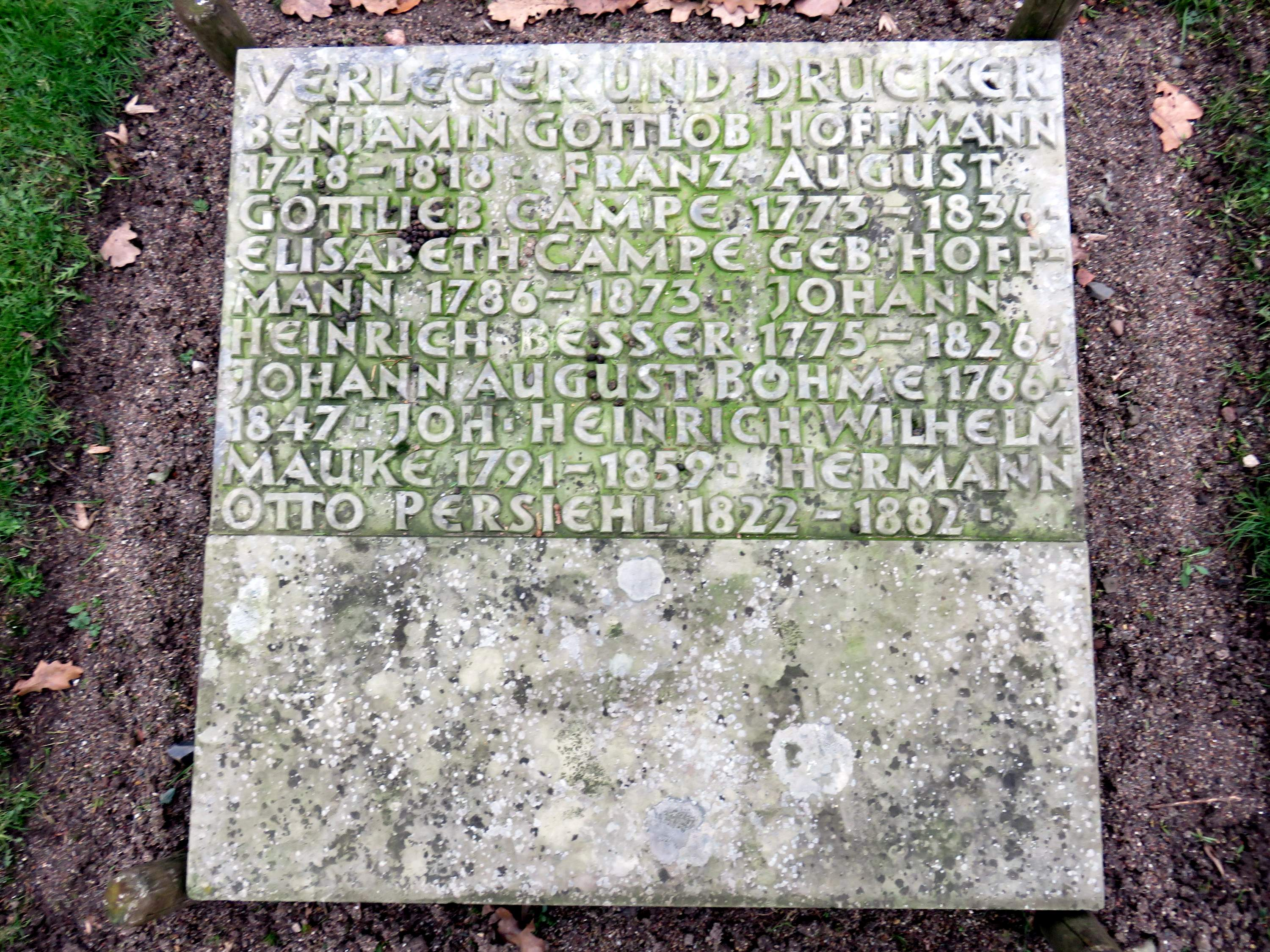
Grabplatte Verleger und Drucker auf dem Friedhof Ohlsdorf

Auch eine Reihe biographischer Essays erschien von ihr, jedoch regelmäßig anonym.
Schon ab 1836 war sie Witwe. 1860 erblindete sie; im Jahr darauf starb ihre Pflegetochter Elise Friederike Reclam-Campe (1810–1861). Die gemeinsam von beiden angelegte bedeutende Handschriftensammlung, etwa 5000 Autographen und 600 Porträts hervorragender Männer und Frauen vom Ende des 18. bis zur Mitte des 19. Jahrhunderts, vermachte Elisabeth Campe der Hamburger Stadtbibliothek; den milden Stiftungen der Stadt hinterließ sie die Summe von 16.500 Talern. Sowohl schon zu Lebzeiten als auch in ihrem Nachlass stiftete sie der Hamburger Kunsthalle Gemälde und Skulpturen, darunter ein Reliefbild Heinrich Brockhaus’, erstellt vom Bildhauer Ernst Rietschel.
Im Bereich des Althamburgischen Gedächtnisfriedhofs des Ohlsdorfer Friedhofs wird auf dem Sammelgrabmal Verleger und Drucker an Elisabeth Campe und ihren Ehemann Franz August Gottlob Campe erinnert (zusammen mit u. a. Benjamin Gottlob Hoffmann, Johann Heinrich Besser, Johann Wilhelm Mauke).

## Werke
- Hamburgs außerordentliche Begebenheiten und Schicksale in den Jahren 1813 und 1814: während der ersten Besitznahme durch den General Tettenborn bis zum allgemeinen Frieden. Hamburg: in der B.G. Hoffmannschen Buchhandlung, 1814 (Digitalisat des Exemplars der Bayerischen Staatsbibliothek)
- August Campe, in: Neuer Nekrolog der Deutschen 14, S. 628
- Aus dem Leben von Johann Diederich Gries. Hamburg 1832 (Digitalisat)
- Zur Erinnerung an F. L. W. Meyer, den Biographen Schröder’s. 2 Teile, Braunschweig 1847

(Digitalisat von Band 1, Exemplar der Bayerischen Staatsbibliothek)
(Digitalisat von Band 2, Exemplar der Bayerischen Staatsbibliothek)
- Versuch einer Lebensskizze von Johann Nikolas Böhl von Faber, nach seinen eigenen Briefen. Leipzig: Brockhaus (als Manuskript gedruckt) 1858 (Digitalisat des Exemplars der Bayerischen Staatsbibliothek)